# Ulrich Gleichmann
Ulrich Gleichmann  (* 2. Oktober 1933 in Berlin) ist ein deutscher Kardiologe, ehemaliger Hochschullehrer und ein Gründervater des Herz- und Diabeteszentrums Nordrhein-Westfalen im ostwestfälischen Bad Oeynhausen.
Er gilt als ein Wegbereiter der Rhythmologie in der deutschen Medizingeschichte.

## Leben und Wirken
Von 1952 bis 1957 studierte er Medizin in Göttingen, München und Freiburg im Breisgau. In den Jahren 1957 bis 1961 war er als Assistenzarzt zeitweise an der Universität Köln, am Henrietten-Stift in Hannover und an der Universität Kiel angestellt. Von 1962 bis 1967 arbeitete er an der Medizinischen Akademie Düsseldorf.
Im Jahr 1968 erfolgte die Habilitation für Innere Medizin. Von 1967 war er bis 1973 an der Universität Düsseldorf beschäftigt.
Im Jahre 1973 wurde er auf Vorschlag von Franz Loogen durch den Minister für Arbeit, Gesundheit und Soziales des Landes Nordrhein-Westfalen zum Direktor des bis dahin balneologisch orientierten Gollwitzer-Meier-Instituts nach Bad Oeynhausen berufen, wo er das Institut, das laut eigener Aussage damals mit einem einzigen EKG und wenigen Betten ausgestattet war, zu einer kardiologischen Schwerpunktklinik ausbaute. Eine der weltweit ersten kardiologische Interventionstechniken mit der damals neu entwickelten koronaren Ballon-Angioplastie bescherte der Gollwitzer-Meier-Klinik damals internationale Beachtung. Auch arbeitete das Gollwitzer-Meier-Institut bereits zwei Jahre nach der Umstrukturierung kostendeckend. Die Zahl der jährlich stationär versorgten Patienten stieg von rund 1100 im Jahre 1974 auf über 2000 im Jahre 1983 an. Die Zahl der jährlich ambulant behandelten Patienten wuchs von 650 im Jahre 1973 auf über 2400 im Jahre 1983 an.
Im Jahr 1976 wurde unter seiner Leitung die 1000. Herzkatheteruntersuchung am Gollwitzer-Meier-Institut durchgeführt. Im Jahr 1977 schlug er einen Ruf auf einen Lehrstuhl am Universitätsklinikum Freiburg als Nachfolger von Herbert Reindell aus und arbeitete weiter am Institut in Bad Oeynhausen; unter anderem auch mit Ulrich Sigwart, mit Tassilo Bonzel und mit dem 1983 hinzugestoßenen Reiner Körfer, den er aus seiner Zeit an der Heinrich-Heine-Universität Düsseldorf kannte. Unter seiner Vorbereitung zog das Institut im Jahr 1984 in das damals neu geschaffene Herz- und Diabeteszentrum Nordrhein-Westfalen um.
In den 1990er Jahren wurde er Hochschullehrer an der Ruhr-Universität Bochum.
Zusammen mit seiner Frau, der Hochschullehrerin Sigrid Gleichmann (1939–2011), mit der er seit 1962 verheiratet war und drei Kinder hat, gründete er im Jahr 2000 die Stiftung Kardiologie 2000, die mit dem Werner-Forßmann-Preis wissenschaftliche Arbeiten von Personen der Medizinischen Fakultät der Ruhr-Universität Bochum auszeichnet.

## Publikationen (Auswahl)
- Habilitationsschrift: Neues Verfahren zur Registrierung des Apexkardiogrammes: Experimentelle und klinische Untersuchungen zur quantitativen Messung der Kraft und der Geschwindigkeit der Kraftentwicklung des Herzspitzenstosses. Düsseldorf. 1968
- From cardiovascular prevention to anti-aging medicine: Influence on telomere and cell aging. In: Deutsche Medizinische Wochenschrift. 2011.[8]

In seinem Leben publizierte Ulrich Gleichmann etwa 360 Schriften.

## Ehrungen
Im Jahr 2008 wurde er in die westfälische Ehrengalerie aufgenommen.